# Edifici Alhambra
L'edifici Alhambra està situat al carrer Berlinès, 5 al barri de Sant Gervasi-Galvany de Barcelona i està catalogat com a bé amb elements d'interès (categoria C).

## Història
Va ser projectat el 1919 (tot i que la sol·lictud del permís d'obres és del 1920) per l'arquitecte Josep Maria Sagnier per a Rosario Pequeño, esposa del comerciant alemany de màquines d'escriure, bicicletes i aparells mèdics i d'electroteràpia Otto Streitberger, que hi va instal·lar el seu despatx. Com a la seva torre d'estiueig de Caldes de Malavella (Villa Rosario), també d'estil neoàrab, volia apaivagar la nostàlgia de la seva muller, originària de Cadis.
Posteriorment, l'arquitecte Joan Ventura Polit es va encarregar de l'ampliació i remunta del xalet original de planta baixa i tres pisos. Recentment ha estat restaurat per Albert Crispí.

## Descripció
De planta baixa i sis pisos, està separat dels edificis veïns per dues andrones. Les finestres i la tribuna del primer pis de la façana tenen llindes de motius arabescos. Al pati del vestíbul es reprodueix a escala el pati dels Lleons de l'Alhambra granadina, amb les seves fines columnes, els arcs àrabs de mig punt i el treball d'estuc de les parets. L'escala, de marbre blanc, conjuntament amb els estucs blancs de les parets, fan resaltar el sòcol de rajoles policromades amb dibuixos geomètrics nassarís.